# Micromyrtus acuta
Micromyrtus acuta là một loài thực vật có hoa trong Họ Đào kim nương. Loài này được Rye mô tả khoa học đầu tiên năm 2006.